# 百南乡
百南乡，是中华人民共和国广西壮族自治区百色市那坡县下辖的一个乡镇级行政单位。

## 行政区划
百南乡下辖以下地区：
百南村、规良村、上隆村、弄明村、规迪村、上盖村、那岜村和甲柳村。